# Papirtiger
Papirtiger er et udtryk der kommer fra Kina, det udtrykker at noget er truende, men i virkeligheden tandløs.
Nogle kilder påstår det kan dateres så langt tilbage som 1850, det ser ud til at den kinesiske frase først blev oversat, da udtrykket blev brugt af Mao Zedong i 1956, hvor han om USA sagde:
| Citat | In appearance it is very powerful but in reality it is nothing to be afraid of; it is a paper tiger. Outwardly a tiger, it is made of paper, unable to withstand the wind and the rain. I believe the United States is nothing but a paper tiger. | Citat |
|       | |       |